# Нептюн, Ивон
Ивон Нептюн (фр. Yvon Neptune; род. 8 ноября 1946, Кавеллон, Гаити) — гаитянский политический, государственный и общественный деятель, премьер-министр Гаити (15 марта 2002 — 12 марта 2004). Президент Сената Гаити (28 августа 2000 — 14 марта 2002). Архитектор.

## Биография
Изучал архитектуру на Гаити и США, где прожил более 20 лет. Работал в архитектурной компании Emery Roth & Sons в Нью-Йорке. Осудил государственный переворот на Гаити 30 марта 1991 года, когда гаитянские военные выступили против президента Ж. Аристида. Поддержал гаитянских изгнанников и стал советником Жана-Бертрана Аристида, после чего вернулся на Гаити в октябре 1994 года. Стал членом партии Фанми Лавалас и спикером Сената Гаити.
В марте 2002 года по рекомендации Ж. Аристида был утверждён парламентом премьер-министром Гаити и вступил в должность. 2 марта 2004 года, вскоре после скандальной отставки Аристида, разъярённая толпа безуспешно пыталась арестовать Нептюна по обвинению в коррупции. Через неделю морские пехотинцы США, охраняя его резиденцию, убили нескольких вооружённых нападавших. 12 марта 2004 года кабинет Нептюна был заменён переходным правительством, которое возглавил Жерар Латортю. 27 марта 2004 года временное правительство запретило покидать страну Нептюну и 36 другим высокопоставленным чиновникам правительства Аристида, чтобы расследовать обвинения в коррупции. Узнав по радио об ордере на его арест, Нептюн сдался гаитянской полиции и был задержан без предъявления обвинений. Представители миссии ООН в Гаити назвали его задержание незаконным.
19 февраля 2005 года он был взят под охрану миротворческими силами Организации Объединённых Наций и передан властям Гаити после побега из тюрьмы Порт-о-Пренса. Его обвинили в участии в «резне в Ла Ссьери» — предполагаемом нападении сторонников Фанми Лавалас на своих оппонентов на острове Сен-Марк.
Проведя два года в тюрьме и не представ перед судом, Нептюн был освобождён 28 июля 2006 года. Обвинения против него не были сняты; он был освобождён по состоянию здоровья и гуманитарным соображениям. Позже все обвинения с него были официально сняты.